# Nicolas Bajlicz
Nicolas Bajlicz (* 8. Juli 2004 in Wien) ist ein österreichischer Fußballspieler.

## Karriere

### Verein
Bajlicz begann seine Karriere beim FK Austria Wien, bei dem er ab der Saison 2018/19 auch in der Akademie spielte, in der er sämtliche Altersstufen durchlief. Bereits als 15-Jähriger spielte er bei der Austria in der Saison 2019/20 für die U-18-Mannschaft. Zur Saison 2020/21 wechselte er nach Deutschland in die Jugend des 1. FC Köln. Nach eineinhalb Jahren im Ausland kehrte der Mittelfeldspieler im Jänner 2022 nach Österreich zurück und wechselte zum SK Rapid Wien, bei dem er einen bis Juni 2024 laufenden Vertrag erhielt. Bei Rapid war er für die Zweitligamannschaft eingeplant.
Spielberechtigt war Bajlicz aber erst ab Juli 2022, sodass er in der gesamten Rückrunde der Saison 2021/22 ohne Einsatz blieb. Im Oktober 2022 debütierte er dann in der 2. Liga, als er am zehnten Spieltag der Saison 2022/23 gegen den SV Lafnitz in der 62. Minute für Almir Oda eingewechselt wurde. Im Jänner 2023 rückte er in den Bundesligakader Rapids.

### Nationalmannschaft
Bajlicz spielte im Oktober 2018 erstmals für eine österreichische Jugendnationalauswahl. Im Oktober 2020 absolvierte er gegen Slowenien sein einziges Spiel im U-17-Team. Im Oktober 2021 debütierte er gegen Schweden für die U-18-Mannschaft, für die er bis Juni 2022 achtmal zum Einsatz kam.
Im September 2022 gab er gegen Litauen sein Debüt im U-19-Team.

## Persönliches
Sein Vater Werner und sein Onkel Othmar waren ebenfalls Fußballspieler.